# 1136 Mercedes
1136 Mercedes è un asteroide della fascia principale del diametro medio di circa 25,28 km. Scoperto nel 1929, presenta un'orbita caratterizzata da un semiasse maggiore pari a 2,5658065 UA e da un'eccentricità di 0,2550249, inclinata di 8,97936° rispetto all'eclittica.
L'asteroide fu dedicato dallo scopritore a sua cognata, che si chiamava Mercedes.